# Juhász István műveinek részletes oldala

## Írói munkássága

### SZÍNHÁZ
Magyarországi bemutatók
KISMUTATÓK – bohózat két részben
Ódry Színpad, 1973
Rendező: Karinthy Márton
Főszereplők: Bencze Ilona, Benedek Miklós, Székhelyi József
VALAHOL EGY SZIGET – színpadi legenda két részben
Veszprémi Petőfi Színház, 1973
Rendező: Pethes György
Főszereplők: Dobos Ildikó, Joós László, Göndör Klára
TÍZ KÖZÜL KILENC – vígjáték három felvonásban
Békéscsabai Jókai Színház, 1974
Rendező: Orbán Tibor
Főszereplők: Dévay Kamilla, Bángyörgyi Károly
FÉLBEHAGYOTT NŐK – zenés vígjáték, zene: Illés Lajos, versek: Baranyi Ferenc
Debreceni Csokonai Színház Hungária Kamaraszínháza, 1977
Rendező: Orosz György
Főszereplők: Kállay Bori, Bessenyei Zsófia, Heller Tamás
AUTÓPÁLYÁN – egyfelvonásos
Ódry Színpad, 1978
Rendező: Karinthy Márton
Főszereplők: Homoki Magdolna, Vass Gábor
EGY SZÍVDOBBANÁS FELE – játék két részben
A Nemzetközi Gyermekév országos drámapályázatának díjnyertes darabja
Budapesti Gyermekszínház, 1979
Rendező: Nyilassy Judit
Főszereplők: Ambrus Asma, Perlaky István, Detre Annamária
MÁZ – komédia két részben
Miskolci Nemzeti Színház, 1979
Rendező: Nyilassy Judit
Főszereplők: Máthé Éva, Máthé Eta, Varga Gyula, Kulcsár Imre, Csapó János
FERI VILÁGGÁ MEGY – mesebohózat két részben
Budapesti Gyermekszínház, 1982
Rendező: Nyilassy Judit
Cirkuszi játékok: Aszalós Károly
Főszereplők: Karsai István, Simorjay Emese, Gömöri V. István, Ambrus Asma, Puskás Tivadar, Sirkó László
AZ UNOKAÖCSÉM NAGY CSIBÉSZ – játék két részben, szerzőtárs: Ézsiás Anikó
A színház 25. éves, jubileumi drámapályázatának díjnyertes darabja
Veszprémi Petőfi Színház, 1987
Rendező: Koloss István
Főszereplők: Spányik Éva, Tarján Györgyi, Borbiczky Ferenc
FERI VILÁGGÁ MEGY – musical-változat, zene: Mericske Zoltán, versek: Zelki János
Madách Színház, 1994
Rendező: Cseke Péter
Főszereplők: Kökényessy Ági, Bajza Viktória, Laklóth Aladár, Lesznek Tibor
Felolvasószínház
			a HÖLGYVÁLASZ című hangjáték színpadi változatából, amely díjat nyert a Jókai Színház országos egyfelvonásos drámapályázatán a Szarvasi Viziszínpadon, majd a Békéscsabai TeÁtrium Stúdióban, 2012 nyarán
Rendező: Seregi Zoltán
a MALAKIÁS NAPJA című, a Kecskeméti Katona József Színház országos drámapályázatán első díjat nyert színdarabból a Kelemen László Stúdiószínházban, 2016. november 10-én este 7 órakor
Rendező: Cseke Péter
Külhoni bemutatók
BLANKA – tévéjáték
Fernsehen DDR, Berlin, 1978
Rendező: Iglói István
EGY SZÍVDOBBANÁS FELE
(Pola otkucaja srca)
Zagrebacko Kazaliste Mladih, Zágráb, 1982
EGY SZÍVDOBBANÁS FELE
(Kinderherz)
Leipziger Kindertheater, Lipcse, 1984
EGY SZÍVDOBBANÁS FELE
(Viola)
Divadlo Jiri Wolker, Prága, 1985
Divadlo Ceske Tesin, 1988
FERI VILÁGGÁ MEGY
(O Feri szto tszirko)
Theatro Vretania, Athén, 1985
FERI VILÁGGÁ MEGY
(Ggye tü Feri?)
Teatr Junogo Zriteljá, Moszkva, 1985
FERI VILÁGGÁ MEGY
(Ivek u bijegu)
Zagrebacko Kazaliste Mladih, Zágráb, 1986
TELEVÍZIÓJÁTÉKOK
MEGHÁZASODTAM (MTV, 1972, december 1.)
Csató Pál nyomán, Gyárfás Miklós bevezetőjével
Rendező: Nemere László
Főszereplők: Várhegyi Teréz, Dózsa László, Márton András
BLANKA (MTV, 1976, július 9.)
Rendező: Karinthy Márton
Főszereplők: Patkós Irma, Székhelyi József, Tábori Nóra
EPIZÓD (MTV, 1978. november 29.)
Rendező: Karinthy Márton
Főszereplők: Juhász Jácint, Halász Judit, Béres Ilona, Szirtes Ádám
AMERIKAI KOMÉDIA (MTV, 1979, október 15.)
Aszlányi Károly nyomán
Rendező: Karinthy Márton
Főszereplők: Bencze Ilona, Lukács Sándor, Szabó Gyula, Máthé Erzsi
MÁZ (MTV, 1987. január 21.)
A színpadi komédia tévéváltozata
Rendező: Mihályfy Sándor
Főszereplők: Haumann Péter, Sinkovits Imre, Garas Dezső, Pásztor Erzsi
A HIVATÁSOS SZŰZ (MTV, 1988. március 18.)
Rendező: Nemere László
Főszereplők: Béres Ilona, Sörös Sándor, Tordy Géza, Simorjay Emese
FELLEG A VÁROS FELETT (Duna TV, 1994, november 9.)
Metszetek Kuncz Aladár regényéből
Rendező: Jeli Ferenc
Főszereplők: Vajda László, Császár Angela, Cseke Péter
RÁDIÓJÁTÉKOK
FELJUTNI EGY POLCRA (MR, 1975. november 9.)
Rendező: Vass Károly
Főszereplők: Ruttkay Éva, Básti Lajos, Balázs Samu, Kohut Magda
HÁROMESÉLYES NYÁR (MR, 1978, szeptember 27.)
Rendező: Vadász Gyula
Főszereplők: Kállai Ferenc, Szemes Mari, Nagy Gábor, Venczel Vera
MIT MERÉSZEL, KOVÁCS ÚR? (MR, 1988. június 4.)
Rendező: Solymosi Ottó
Főszereplők: Békés Itala, Kautzky József, Horkay János
A SORSRA BÍZTUK (MR, 1990, szeptember 12.)
Rendező: Magos György
Főszereplők: Zsurzs Kati, Szakácsi Sándor
BŰNTETŐMONDATOK (Szabad Európa Rádió, 1990. október 23.)
kétszereplős változat
Rendező: Császár László
Szereplők: Fórizs Dóra, Gönczöl András
NEVETNI IS SZABAD (Szabad Európa Rádió, 1992. december 31.)
Rendező: Császár László
Főszereplők: Harsányi Gábor, Fórizs Dóra és a Szerző
HÖLGYVÁLASZ (MR, 1993. december 19.)
Rendező: Solymosi Ottó
Főszereplők: Sinkovits Imre, Garas Dezső, Császár Angela
BŰNTETŐMONDATOK (MR, 1994. január 24.)
Rendező: Vadász Gyula
Főszereplők: Bencze Ilona, Avar István, Kránitz Lajos, Buss Gyula
KERINGŐ (MR, 1994. április 13.)
Rendező: Gáll Ernő
Főszereplők: Sinkovits Imre, Törőcsik Mari, Moór Marianna
A BARÁTOM SZERETI A BARÁTNŐMET (MR, 1994. augusztus 28.)
Rendező: Gáll Ernő
Főszereplők: Eszenyi Enikő, Máté Gábor, Szirtes Ági, Vass Éva
HA MEGKAPOD LILLÁT (MR, 1994. november 27.)
Rendező: Seregi László
Főszereplők: Lukács Sándor, Szombathy Gyula, Petrik József, Lengyel Erzsi
SZÍNMŰVEK
Nyomtatásban
ILKA Egy diadalmas életpálya állomásai három felvonásban, utójátékkal
A Millenniumi Országos Drámapályázat díjnyertes műve (K.u.K.Kiadó, 2002)
MALAKIÁS NAPJA
Forrás folyóirat 2017. novemberi számának melléklete
Kéziratban
SZERELEMMEL GYANUSÍTVA – dráma három felvonásban
Művészeti Szakszervezetek Országos Drámapályázatán II. díj, 1990
MI TUDJUK MEG UTÓLJÁRA dráma két részben James Joyce pulai napjairól, 2012
DRÁGÁM komédia két részben, 2013
HÁZKUTATÁS színmű két részben, 
játszódik 1989.október 23-án, 2016
AZ ISMERETLENBE MAGÁVAL színmű két részben, 2016
UTOLSÓ POSTA: MAGYARORSZÁG magántörténelmi színmű egy meg még egy részben, 2017
Egmont-kísérőzene, záróakkord (dráma két részben, játszódik 1989. okt. 23-án)
REGÉNYEK
MEGHALNI BELGRÁDBAN (Editorg, 1990)
ÉVA ÉVE (Új Magyarország, folytatásokban, 1994)
SZŐKÉVEL DUPLÁN SZÁMÍT (GeniaNet, 2008)
A kiadó országos regénypályázatán 1. díjat nyert
AZ ELSZABADULT LÉGHAJÓ UTASAI (Hungarovox Kiadó, 2009)
Regényes utazás a kamaszkor tájai fölött
TANULMÁNYOK, ESSZÉK
SZÍNHÁZ A MOZIBAN 1931-1944 (Atheaneum Könyvkiadó, 2002)
A magyar dráma és a beszélőfilm kapcsolata
KINCSES MAGYAR FILMTÁR 1931-1944 (Kráter Műhely Egyesület, 2007)
Az eredeti forgatókönyvből 1931 és 1944 között létrejött hazai mozgóképekről
AZ UTOLSÓ UTÁNI FORGATÁS esszé Gaál Béláról
(Kassák Irodalmi Díj, 2012)
Megjelent a Hamlet a túlparton című irodalmi antológiában, 2016
KÉT ARC A VETÍTŐGÉP FÉNYSUGARÁBAN
esszé Makay Árpádról és Hamza D. Ákosról
Forrás folyóirat 2017. július-augusztus
SAJTÓ
Tárcanovellák, karcolatok, irodalmi publicisztikák, színházi beszámolók, színészportrék az
Egyetemi Élet (Debrecen)
Hajdú-Bihari Napló
Alföld
Magyar Ifjúság
Film Színház Muzsika
Élet és Irodalom
Új Tükör
Pesti Hírlap
Új Magyarország
Magyar Nemzet hasábjain.
Színházi levelek, rádiópublicisztikák, tudósítások a főváros kulturális eseményeiről: új könyvekről és képzőművészeti kiállításokról a
KOSSUTH RÁDIÓ és a A SZABAD EURÓPA RÁDIÓ hullámhosszán.
DRAMATURGI MUNKÁSSÁGA
IRODALMI ÖSSZEÁLLÍTÁSOK
Nyitott könyv (I-V. rész), 
Ünnepi könyvhét (I-VI. rész), 
Téli könyvvásár (I-V. rész) a Magyar Televízióban 1973-tól 1977-ig
többek között Thomas Mann: Trisztán, Katherine Porter: Fakó ló fakó lovasa
Déry Tibor: Pesti felhőjáték című novelláinak dramatizált részleteivel
Rendező: Mihályfy Sándor
FORGATÓKÖNYVEK
Kalandok és figurák
(tévéjáték Balázs Béla novelláiból, MTV, 1973)
Rendező: Horváth Tibor
Főszereplők: Tolnay Klári, Benkő Gyula, Sinkó László, Gera Zoltán
Nincs többé férfi
(tévéfilm Sipkay Barna regényéből, MTV-Mafilm, 1974)
Rendező: Horváth Tibor
Főszereplők: Szakácsi Sándor, Patkós Irma, Benkóczy Zoltán, Markaly Gábor
Budapesti mesék
(tévéjáték Ambrus Zoltán novelláiból, MTV, 1986)
Rendező: Nagypál Endre
Főszereplők: Sinkovits Imre, Márton András, Takács Katalin, Göndör Klára
A Primadonna
librettó Krúdy Gyula regénye nyomán, zene: Behár György, versek: Baranyi Ferenc (Tv Zenés Színház, 1987)
Rendező: Bohák György
Főszereplők: Pitti Katalin, Bács Ferenc, Vajda László, Oszvald Marika
SZÍNPADI ADAPTÁCIÓK
Alekszej Alekszin: Bátyám és a klarinét
(átdolgozás, Budapesti Gyermekszínház, 1972)
Rendező: Nyilassy Judit
Millöcker: A koldusdiák
(új szövegkönyv, Miskolci Nemzeti Színház, 1978)
Rendező: Bor József
Szirmai–Bakonyi–Gábor: Mágnás Miska
(új szövegkönyv, Veszprémi Petőfi Színház, 1987, Szolnoki Szigligeti Színház, 1999)
RÁDIÓ-ADAPTÁCIÓK
Hevesy András: Jelky András kalandjai (dramatizálás, I-III. rész, MR, 1975)
Jules Verne: Sztrogoff Mihály (dramatizálás, I-VI. rész, MR, 1983)
ELŐADÁSOK A MÉDIÁBAN
IRODALMI ISMERETTERJESZTÉS
Erdélyi Dekameron, benne beszélgetés Nemeskürty Istvánnal (Duna TV, 1994)
Rendező: Jeli Ferenc
DRÁMATÖRTÉNETI ISMERETTERJESZTÉS
Cimbora (I-X. rész)
A sorozat melléklete Plautustól Szigligetiig, MTV, 1974-1980
Rendező: Kardos Ferenc
FILMTÖRTÉNETI ISMERETTERJESZTÉS
Tanoda (I-III. rész)
Beszélgetések a magyar hangosfilm hőskoráról, filmrészletekkel, MTV, 1999
Rendező: Seres Tamás
Tudósklub
A hetvenéves magyar beszélőfilm, műsorvezetés, MTV, 1991
Rendező: Szakály István
Az örök titok nyomában
Beszélgetés a két háború között készült vallásos tárgyú filmekről, a Kincses magyar filmtár című kötet alapján, Duna TV, 2004
Rendező: Dér András
Tudásakadémia (I-VI. rész)
Részenként egyórás sorozat a magyar beszélőfilm születésének 75. évfordulóján, riportokkal, filmrészletekkel, műsorvezetés, MTV, 2006. március–április
Rendező: Seres Tamás
TANÍTÁS
A magyar dráma a XX. század első felében
A magyar beszélőfilm hőskora, 1931-1944
Előadások a Pázmány Péter Katolikus Egyetem bölcsészkarának Kommunikáció tanszékén
Gyakorlati dramaturgia (drámaírás) szemináriumok, filmforgatókönyv – írói szemináriumok, 1992-1998 tanévekben, az utolsó két szemeszterben Hubay Miklóssal
Hasonló tárgyú előadások és szemináriumok vezetése a székesfehérvári Kodolányi János Főiskola kommunikáció szakos hallgatóinak, 1996-1997
A magyar beszélőfilm hőskorának kiemelkedő alkotásai
Előadások a budapesti Színház- és Filmművészeti Főiskola film- és színházelmélet szakos hallgatóinak, vetítésekkel, 1998-1999
Műveim színpadi, filmes és rádiós megvalósításáért külön köszönet
Frantisek Stíer, Ljerka Damjanov Pintar, Angelosz Szideratosz, Gennagyij Szaveljevics Lejputyin, Vaclav Tomsovsky, Kostas Zergadoglu, Zelimir Mesaric műfordítóknak és rendezőknek külhonban.